# Хендерсон, Юэн
Ю́эн Хе́ндерсон (англ. Euan Henderson) — шотландский бывший профессиональный игрок в снукер.

## Карьера
Став профессионалом в 1991 году, Хендерсон только однажды достиг финала рейтингового турнира — это был Гран-при 1996 года. В финале он проиграл Марк Уильямсу со счётом 5:9. Этот турнир запомнился как один из самых непредсказуемых — уже в первом раунде тогда завершили борьбу такие игроки, как Стивен Хендри, Ронни О'Салливан, Джон Хиггинс, Найджел Бонд и Питер Эбдон, а позже из соревнования выбыли Тони Драго и Стив Дэвис.
В том же году Хендерсон в первый и единственный раз квалифицировался на чемпионат мира, но проиграл в 1/16 Джимми Уайту со счётом 9:10. Интересно, что в том матче Юэн набрал в итоге больше очков, чем Уайт, но выиграть не сумел.